# Campeonato de Irlanda de Rugby 2008-09
El Campeonato de Rugby de Irlanda (oficialmente All-Ireland League) de 2008-09 fue la decimonovena edición del principal torneo de rugby de la Isla de Irlanda, el torneo que agrupa a equipos tanto de la República de Irlanda como los de Irlanda del Norte.

## Sistema de disputa
Cada equipo disputó encuentros frente a cada uno de los rivales a una sola ronda, totalizando 15 partidos.
Luego de la fase regular los cuatro mejores clasificados disputaron una semifinal enfrentándose el primer clasificado frente al cuarto y el segundo frente al tercero.
Por restructuración del sistema de ligas de Irlanda, los equipos ubicados entre la novena y la última posición descendieron de categoría.
Puntuación
Para ordenar a los equipos en la tabla de posiciones se los puntuará según los resultados obtenidos.
- 4 puntos por victoria.
- 2 puntos por empate.
- 0 puntos por derrota.
- 1 punto bonus por ganar haciendo 3 o más tries que el rival.
- 1 punto bonus por perder por siete o menos puntos de diferencia.

## Clasificación
| Pos. | Equipo             | Encuentros | Encuentros | Encuentros | Encuentros | Tantos | Tantos | Tantos | PB | PB | Puntos |
| Pos. | Equipo             | PJ         | PG         | PE         | PP         | F      | C      | Dif    | BO | BD | Puntos |
| ---- | ------------------ | ---------- | ---------- | ---------- | ---------- | ------ | ------ | ------ | -- | -- | ------ |
| 1.º  | Cork Constitution  | 15         | 11         | 0          | 4          | 399    | 229    | +170   | 5  | 3  | 52     |
| 2.º  | Shannon RFC        | 15         | 11         | 1          | 3          | 318    | 219    | +99    | 4  | 2  | 52     |
| 3.º  | Garryowen          | 15         | 11         | 1          | 3          | 340    | 208    | +132   | 2  | 3  | 51     |
| 4.º  | Clontarf           | 15         | 11         | 0          | 4          | 315    | 188    | +127   | 3  | 4  | 51     |
| 5.º  | St. Mary's College | 15         | 11         | 0          | 4          | 332    | 225    | +107   | 5  | 2  | 51     |
| 6.º  | Blackrock College  | 15         | 10         | 0          | 5          | 362    | 245    | +117   | 7  | 2  | 49     |
| 7.º  | Dolphin            | 15         | 10         | 0          | 5          | 339    | 259    | +80    | 5  | 2  | 47     |
| 8.º  | U.L. Bohemian      | 15         | 7          | 0          | 8          | 255    | 225    | +30    | 3  | 6  | 37     |
| 9.º  | Galwegians         | 15         | 7          | 0          | 8          | 219    | 324    | -105   | 2  | 0  | 30     |
| 10.º | Old Belvedere      | 15         | 5          | 0          | 10         | 234    | 238    | -4     | 1  | 8  | 29     |
| 11.º | Dungannon          | 15         | 6          | 0          | 9          | 205    | 339    | -134   | 0  | 3  | 27     |
| 12.º | Buccaneers         | 15         | 4          | 0          | 11         | 266    | 343    | -77    | 5  | 5  | 26     |
| 13.º | Ballymena          | 15         | 6          | 0          | 9          | 208    | 302    | -94    | 1  | 1  | 26     |
| 14.º | Young Munster      | 15         | 4          | 0          | 11         | 180    | 232    | -52    | 0  | 7  | 23     |
| 15.º | UCD                | 15         | 4          | 0          | 11         | 200    | 304    | -104   | 1  | 6  | 23     |
| 16.º | Terenure College   | 15         | 1          | 0          | 14         | 160    | 452    | -292   | 0  | 3  | 7      |

## Fase final

### Semifinales
| 25 de abril de 2009 | Shannon | 16 - 12 | Garryowen |  |  |

| 25 de abril de 2009 | Cork Constitution | 6 - 25 | Clontarf |  |  |

### Final
| 9 de mayo de 2009 | Shannon RFC | 19 - 19 | Clontarf |  |  |

| Bandera de Irlanda  |
| Campeón Shannon RFC |
| Noveno título       |